# Harlow (district)
Harlow is ontwikkeld als een new town en is nu een Engels district in het shire-graafschap (non-metropolitan county OF county) Essex met 87.000 inwoners (2018). De oppervlakte bedraagt 31 km². De New Town werd gebouwd dicht bij een oud dorpje, Harlow, waarvan de naam werd overgenomen. Het oorspronkelijke Harlow wordt nu aangeduid als Old Harlow en is binnen het district een wijk van de nieuwe plaats.
Van de bevolking is 14,7% ouder dan 65 jaar. De werkloosheid bedraagt 3,4% van de beroepsbevolking (cijfers volkstelling 2001).

## Partnersteden
- Havířov (Tsjechië)

## Geboren in Harlow
- Victoria Beckham (1974), zangeres en modeontwerpster
- Hannah Fry (1984), wiskundige
- Gary Hooper (1988), voetballer
- Carl Jenkinson (1992), voetballer
- Nick Kamen (1962-2021), zanger, liedjesschrijver en model
- Rik Mayall (1958-2014), komiek en acteur
- Shaun Murphy (1982), snookerspeler
- SuRie (1989), zangeres